# Ulvsund, Grønsund og Farø Fjord
Ulvsund, Grønsund og Farø Fjord este o arie protejată (arie de protecție specială avifaunistică — SPA) din Danemarca întinsă pe o suprafață de 8.154 ha, din care 93 % marine.

## Localizare
Centrul sitului Ulvsund, Grønsund og Farø Fjord este situat la coordonatele 54°55′02″N 12°06′27″E / 54.917222°N 12.1075°E.

## Înființare
Situl Ulvsund, Grønsund og Farø Fjord a fost declarat arie de protecție specială avifaunistică în mai 1983 pentru a proteja 13 specii de animale.

## Biodiversitate
Situată în ecoregiunile continentală și marină baltică, aria protejată nu include niciun habitat protejat.
La baza desemnării sitului se află mai multe specii protejate de  păsări (13): rața moțată (Aythya fuligula), erete de stuf (Circus aeruginosus), lebădă de iarnă (Cygnus cygnus), lebădă de vară (Cygnus olor), lișiță (Fulica atra), codalb (Haliaeetus albicilla), ferestraș mic (Mergus albellus), ferestrașul mare (Mergus merganser), Mergus serrator, ciocântors (Recurvirostra avosetta), chiră de baltă (Sterna hirundo), Sterna paradisaea, chiră de mare (Sterna sandvicensis).